# Harold A. Wilson
Pour les articles homonymes, voir Harold Wilson (homonymie) et Wilson.
Harold Allan Wilson, né le 22 janvier 1885 à Horncastle en Angleterre et mort le 17 mai 1932 à Durban, est un athlète britannique spécialiste du demi-fond.

## Biographie
Il naît le 22 janvier 1885 à Horncastle .Il rejoint les Hallamshire Harriers à un jeune âge. En 1906 , il finit sa première course sur 1 mile à Hillsborough Park , Sheffield. Une semaine plus tard , il décroche sa première victoire dans cette distance à Rotherham.
Il meurt  en 1932 en Afrique du Sud.

### Palmarès
| Date | Compétition           | Lieu    | Résultat | Épreuve             | Performance  |
| ---- | --------------------- | ------- | -------- | ------------------- | ------------ |
| 1908 | Jeux olympiques d'été | Londres | 2e       | 1 500 mètres        | 4 min 03 s 6 |
| 1908 | Jeux olympiques d'été | Londres | 1er      | 3 miles par équipes | 6 points     |

### Records
| Épreuve      | Performance   | Date |
| ------------ | ------------- | ---- |
| 1 500 mètres | 3 min 59 s 8  | 1908 |
| Mile         | 4 min 20 s 2  | 1908 |
| 2 miles      | 9 min 40 s 8  | 1910 |
| 3 miles      | 14 min 57 s 0 | 1908 |